# Танцюй серцем
Танцюй серцем (фр. Let's Dance) — французька сімейна комедійна музична драма 2019 року, написана і знята режисером Ладісласом Чоллатом. Це ремейк британського 3D фільму 2010 року «Вуличні танці». Фільм вийшов на екрани 27 березня 2019 року і отримав змішані відгуки від критиків. Його також транслювали на Netflix 4 грудня 2019 року.

## Сюжет
Джозеф, пристрасний танцюрист хіп-хопу, відмовляється вступати в компанію свого батька, щоб спробувати щастя в Парижі. Разом зі своєю дівчиною Еммою та найкращим другом Карімом він приєднується до паризької команди Юрія, відомого брейкера, щоб спробувати виграти міжнародний конкурс хіп-хопу.

## У ролях
| Актор               | Роль   |
| ------------------- | ------ |
| Райан Бенсетті      | Джозеф |
| Фіорелла Кампанелла | Емма   |
| Гійом де Тонкедек   | Ремі   |
| Алексія Джордано    | Хлоя   |
| Мегді Керкуш        | Карім  |
| Лін Рено            | Ніколь |